# Filosofía occidental
La filosofía occidental engloba el pensamiento y la obra de la filosófica del mundo occidental. Históricamente, el término se refiere al pensamiento filosófico de la cultura occidental, empezando por la filosofía griega antigua de los presocráticos. La propia palabra filosofía tiene su origen en el griego antiguo philosophía (φιλοσοφία), literalmente, «el amor a la sabiduría» en griego antiguo: φιλεῖν phileîn, «amar» y σοφία sophía, «sabiduría».

## Historia

### Antigua
El ámbito de la filosofía occidental antigua incluía los problemas de la filosofía tal y como se entienden hoy en día; pero también incluía muchas otras disciplinas, como las matemáticas puras y las ciencias naturales como la física, la astronomía y la biología. (Aristóteles, por ejemplo, escribió sobre todos estos temas).

#### Presocráticos
Los filósofos presocráticos se interesaron por la cosmología; la naturaleza y el origen del universo, a la vez que rechazaban la respuestas míticas a tales cuestiones. Se interesaban específicamente por el arche (la causa o primer principio) del mundo. El primer filósofo reconocido, Tales de Mileto (nacido c. 625 a. C. en Jonia) identificó el agua como el arche (afirmando que "todo es agua"). Su uso de la observación y la razón para derivar esta conclusión es la razón para distinguirlo como el primer filósofo. El alumno de Tales Anaximandro afirmaba que el arche era el apeiron, el infinito. Siguiendo tanto a Tales como a Anaximandro, Anaxímenes de Mileto afirmaba que el aire era el candidato más adecuado.

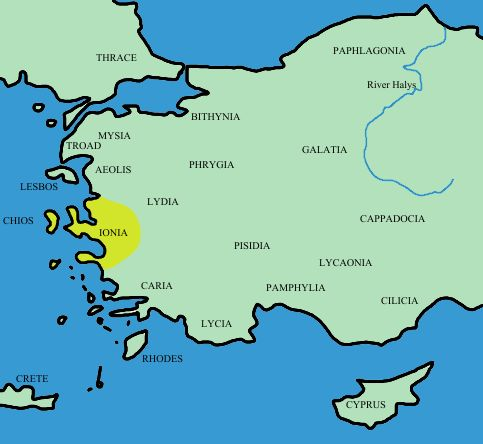
Jonia, fuente de la primera filosofía griega, en el oeste de Asia Menor

Pitágoras (nacido c. 570 a.C.), de la isla de Samos, frente a la costa de Jonia, vivió más tarde en Crotón, en el sur de Italia (Magna Graecia). Pitagóricos sostienen que "todo es número", dando cuentas formales en contraste con las anteriores materiales de los jonios. El descubrimiento de los intervalos consonantes en la música por parte del grupo permitió establecer el concepto de armonía en la filosofía, que sugería que los opuestos podían dar lugar juntos a cosas nuevas. También creían en la metempsicosis, la transmigración de las almas o la reencarnación.
Parménides sostenía que, a diferencia de los otros filósofos que creían que el arche se transformaba en múltiples cosas, el mundo debía ser singular, inmutable y eterno, mientras que cualquier cosa que sugiriera lo contrario era una ilusión. Zenón de Elea formuló sus famosas paradojas para apoyar las opiniones de Parménides sobre la ilusión de la pluralidad y el cambio (en términos de movimiento), demostrando que eran imposibles. Una explicación alternativa fue presentada por Heráclito, quien afirmó que todo estaba en flujo todo el tiempo, señalando famosamente que uno no podía pisar el mismo río dos veces. Empédocles puede haber sido un asociado tanto de Parménides como de los pitagóricos. Afirmó que el arche estaba compuesto, de hecho, por múltiples fuentes, dando lugar al modelo de los cuatro elementos clásicos. Éstos, a su vez, eran actuados por las fuerzas del Amor y la Lucha, creando las mezclas de elementos que forman el mundo. Otro punto de vista de que la arquia era actuada por una fuerza externa fue presentado por su contemporáneo más antiguo Anaxágoras, quien afirmaba que nous, la mente, era responsable de ello. Leucipo y Demócrito propusieron el atomismo como explicación de la naturaleza fundamental del universo. Jonathan Barnes llamó al atomismo "la culminación del pensamiento griego temprano".
Además de estos filósofos, los sofistas comprendían maestros de retórica que enseñaban a los estudiantes a debatir sobre cualquier lado de una cuestión. Aunque como grupo no sostenían puntos de vista específicos, en general promovían el subjetivismo y el relativismo. Protágoras, uno de los filósofos sofistas más influyentes, afirmaba que "el hombre es la medida de todas las cosas", sugiriendo que no existe una verdad objetiva. Esto también se aplicó a cuestiones de ética, con Pródico argumentando que las leyes no podían ser tomadas en serio porque cambiaban todo el tiempo, y Antifonte afirmó que la moral convencional sólo debe seguirse cuando en la sociedad.

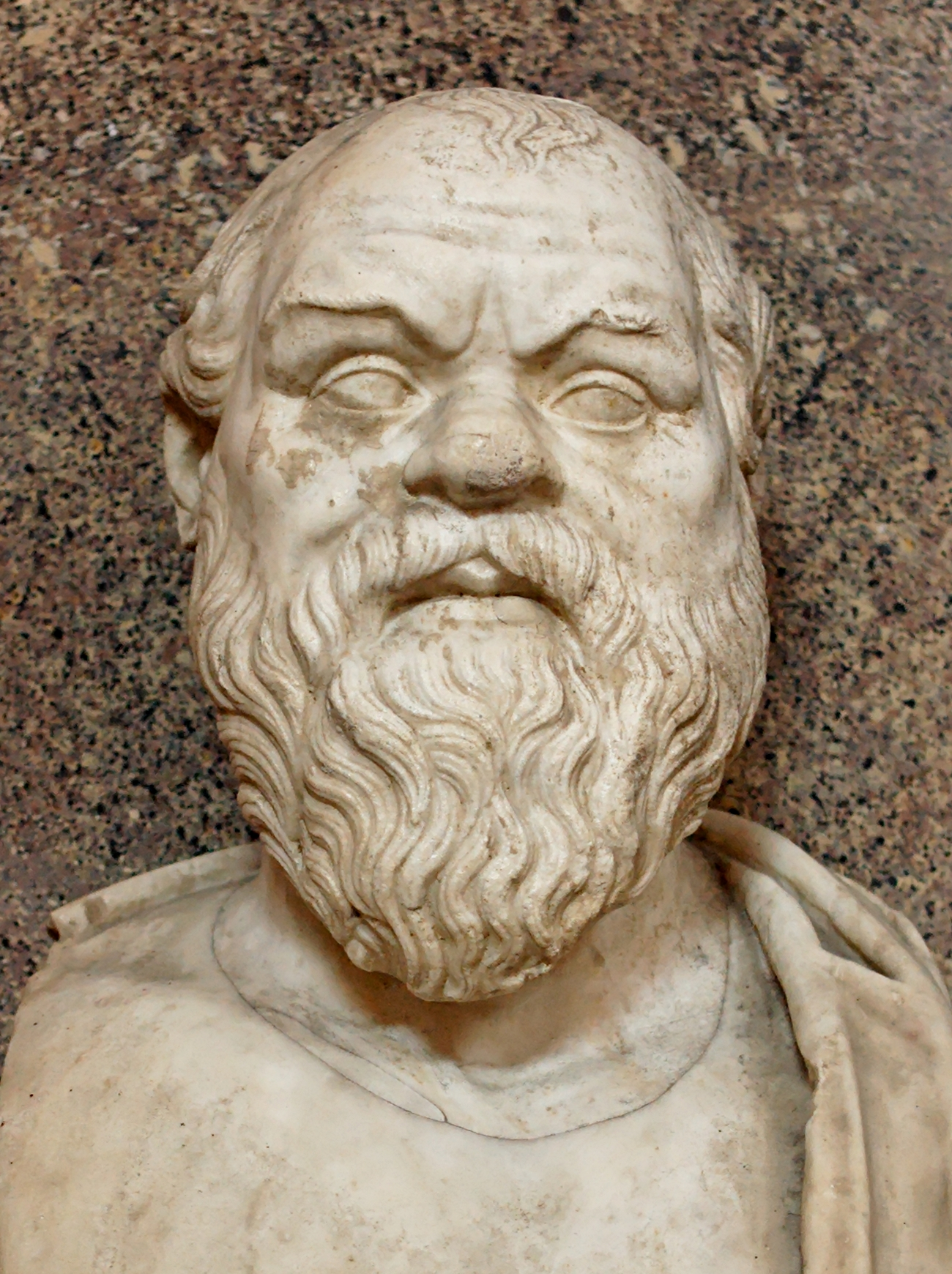
Busto de Sócrates, copia romana de un original griego del

#### Período Clásico
El período clásico de la filosofía griega antigua se centra en Sócrates y las dos generaciones de estudiantes que le siguieron.
Sócrates experimentó un acontecimiento que cambió su vida cuando su amigo, Queréfone visitó el Oráculo de Delfos donde la Pitia le dijo que nadie en Atenas era más sabio que Sócrates. Al enterarse de esto, Sócrates pasó posteriormente gran parte de su vida interrogando a cualquier persona en Atenas que se comprometiera con él, con el fin de investigar la afirmación de la Pitia. Sócrates desarrolló un enfoque crítico, ahora llamado método socrático, para examinar los puntos de vista de las personas. Se centró en cuestiones de la vida humana: eudaimonia, justicia, belleza, verdad y virtud. Aunque Sócrates no escribió nada por sí mismo, dos de sus discípulos, Platón y Jenofonte, escribieron sobre algunas de sus conversaciones, aunque Platón también desplegó Sócrates como personaje de ficción en algunos de sus diálogos. Estos diálogos socráticos muestran la aplicación del método socrático para examinar problemas filosóficos.
Los cuestionamientos de Sócrates le granjearon enemigos que acabaron acusándole de impiedad y de corromper a la juventud. La democracia ateniense lo juzgó, fue declarado culpable y condenado a muerte. Aunque sus amigos se ofrecieron a ayudarle a escapar de la prisión, Sócrates prefirió quedarse en Atenas y cumplir con sus principios. Su ejecución consistió en la ingestión de veneno sicaria. Murió en el año 399 a. C.
Tras la muerte de Sócrates, Platón fundó la Academia platónica y el Filosofía platónica. Como había hecho Sócrates, Platón identificó la virtud con el conocimiento. Esto le llevó a cuestiones de epistemología sobre qué es el conocimiento y cómo se adquiere.
Sócrates tuvo varios otros alumnos que también fundaron escuelas de filosofía. Dos de ellas fueron de corta duración: la escuela etriana, fundada por Fedón de Elis, y la escuela megariana, fundada por Euclides de Megara. Otras dos fueron duraderas: Cinismo, fundada por Antístenes, y Cirenaicismo, fundada por Aristipo. Los cínicos consideraban que el propósito de la vida era vivir en la virtud, de acuerdo con la naturaleza, rechazando todos los deseos convencionales de riqueza, poder y fama, llevando una vida sencilla y libre de toda posesión. Los cirenaicos promovían una filosofía casi opuesta a la de los cínicos, respaldando el hedonismo, sosteniendo que el placer era el bien supremo, especialmente las gratificaciones inmediatas; y que las personas sólo podían conocer sus propias experiencias, más allá de que la verdad era incognoscible.

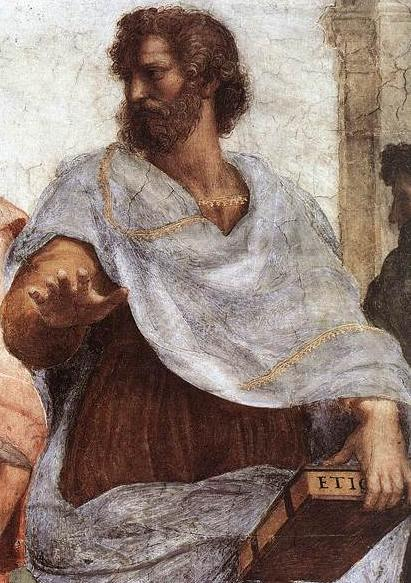
Aristóteles en La Escuela de Atenas, por Rafael

La última escuela de filosofía que se estableció durante el periodo clásico fue la escuela peripatética, fundada por el alumno de Platón, Aristóteles. Aristóteles escribió ampliamente sobre temas de interés filosófico, incluyendo la física, la biología, la zoología, la metafísica, la estética, la poesía, el teatro, la música, la retórica, la política y la lógica. La lógica aristotélica fue el primer tipo de lógica que intentó categorizar todo silogismo válido. Su epistemología comprendía una forma temprana empirismo. Aristóteles criticó la metafísica de Platón por ser una metáfora poética, siendo su mayor defecto la falta de explicación de la cambio. Aristóteles propuso el modelo de las cuatro causas para explicar el cambio -material, eficiente, formal y final-, todas ellas basadas en lo que Aristóteles denominó el motor inconmovible. Sus puntos de vista éticos identificaban la eudaimonia como el bien supremo, ya que era bueno en sí mismo. Pensaba que la eudaimonía podía alcanzarse viviendo de acuerdo con la naturaleza humana, que es vivir con la razón y la virtud, definiendo la virtud como el medio dorado entre los extremos. Aristóteles consideraba la política como el arte más elevado, ya que todas las demás actividades están subordinadas a su objetivo de mejorar la sociedad. El Estado debe tratar de maximizar las oportunidades para la búsqueda de la razón y la virtud a través del ocio, el aprendizaje y la contemplación. Aristóteles fue el tutor de Alejandro Magno, que conquistó gran parte del antiguo mundo occidental. [La helenización y la filosofía aristotélica han ejercido una considerable influencia en casi todos los filósofos occidentales y de Oriente Medio posteriores.

#### Filosofía helenística y romana

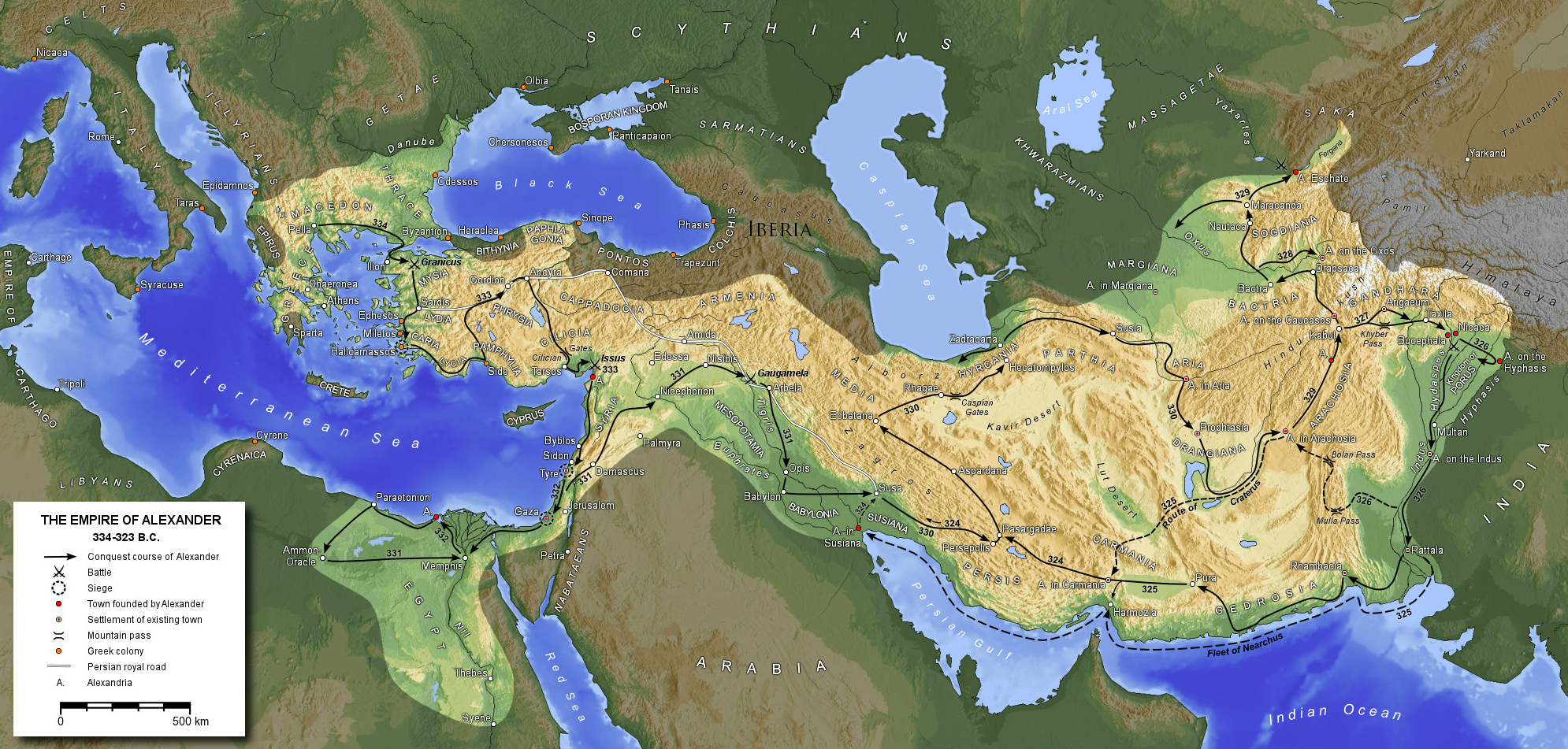
Mapa del imperio de Alejandro Magno y la ruta que él y Pirro de Elis tomaron hacia la India

El helenístico y el período imperial romano vieron la continuación del aristotelismo y el cinismo, y la aparición de nuevas filosofías, como el pirronismo, el epicureísmo, el estoicismo y el neopitagorismo. El platonismo también continuó, pero fue objeto de nuevas interpretaciones, particularmente el escepticismo académico en el período helenístico y el neoplatonismo en el período imperial. Las tradiciones de la filosofía griega influyeron mucho en la filosofía romana. En la época imperial, el epicureísmo y el estoicismo fueron particularmente populares.
Las distintas escuelas filosóficas proponían métodos diversos y contradictorios para alcanzar la eudaimonia. Para algunas escuelas, era a través de medios internos, como la calma, la ataraxia (ἀταραξία), o la indiferencia, apatheia (ἀπάθεια), que posiblemente fue causada por el aumento de la inseguridad de la época. El objetivo del cínico era vivir de acuerdo con la naturaleza y en contra de las convenciones con valor y autocontrol. Esto inspiró directamente al fundador del estoicismo, Zenón de Citio, que retomó los ideales cínicos de constancia y autodisciplina, pero aplicó el concepto de apatheia a las circunstancias personales en lugar de a las normas sociales, y cambió el desprecio de éstas por el cumplimiento decidido de los deberes sociales. También continuó el ideal de "vivir de acuerdo con la naturaleza", que se consideraba el camino hacia la "eudaimonía", que en este caso se identificaba como la libertad de los miedos y los deseos y requería elegir cómo responder a las circunstancias externas, ya que se consideraba que la calidad de la vida se basaba en las creencias de cada uno al respecto. Un punto de vista alternativo fue presentado por los cirenaicos y los epicúreos. Los cirenaicos eran hedonistas y creían que el placer era el bien supremo de la vida, especialmente el placer físico, que consideraban más intenso y más deseable que los placeres mentales. Los seguidores de Epicuro también identificaban "la búsqueda del placer y la evitación del dolor" como el objetivo último de la vida, pero señalaban que "No nos referimos a los placeres del pródigo o de la sensualidad . . nos referimos a la ausencia de dolor en el cuerpo y de problemas en la mente". Esto devolvió el hedonismo a la búsqueda de la ataraxia.

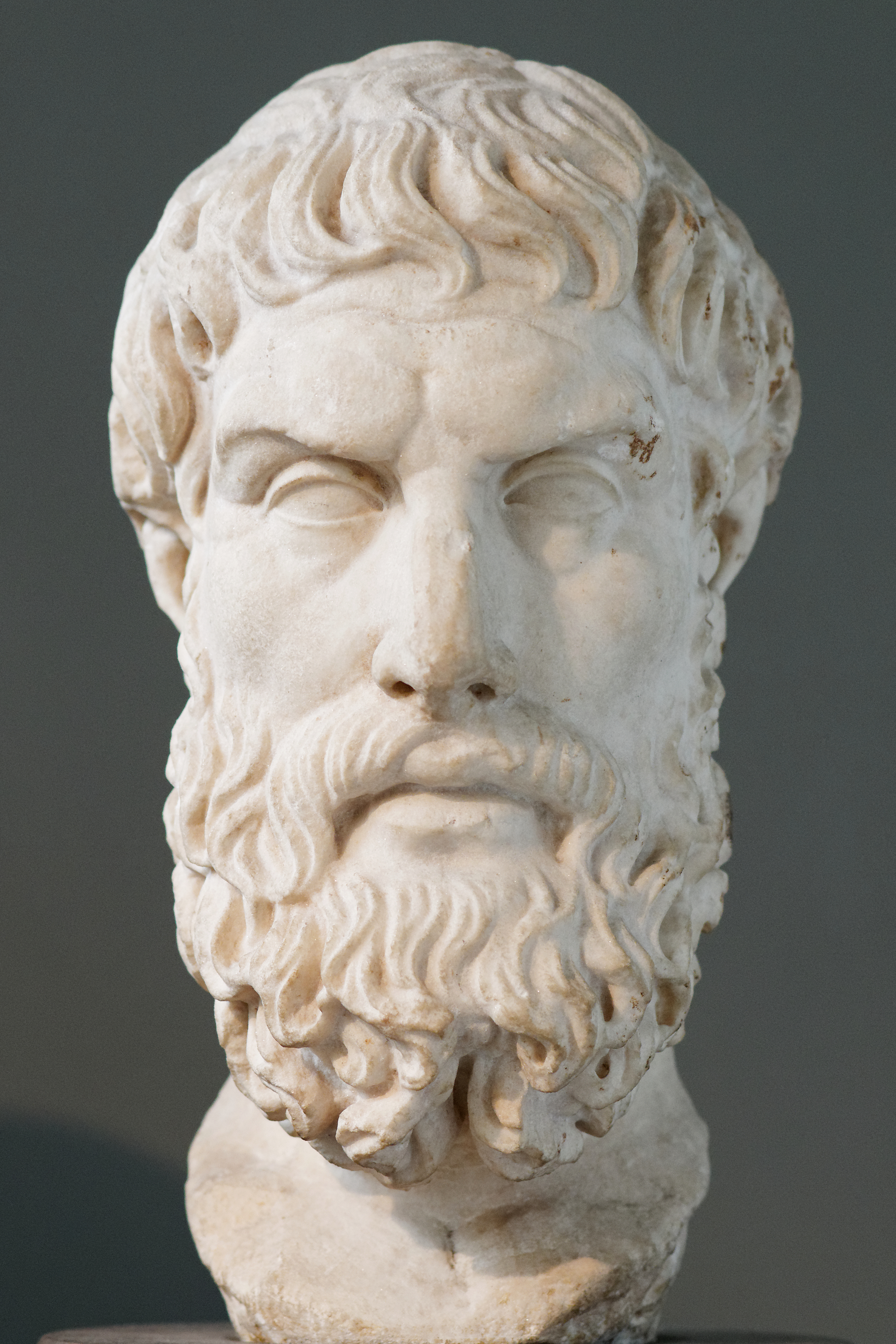
Busto de Epicuro romano

Otra importante vertiente del pensamiento occidental postclásico fue la cuestión del escepticismo. Pirrón de Elis, un filósofo democriteano, viajó a la India con el ejército de Alejandro Magno, donde Pirro se vio influido por las enseñanzas del Budismo, muy especialmente por las tres marcas de la existencia. Tras regresar a Grecia, Pyrrho inició una nueva escuela de filosofía, el pirronismo, que enseñaba que son las opiniones de uno sobre asuntos no evidentes (es decir, el dogma) las que impiden alcanzar la ataraxia. Para llevar la mente a la ataraxia, el pirronismo utiliza la epoché (suspensión del juicio) respecto a todas las proposiciones no evidentes. Después de que Arcesilao se convirtiera en jefe de la Academia, adoptó el escepticismo como un principio central del platonismo, haciendo que el platonismo fuera casi lo mismo que el pirronismo. Después de Arcesilao, el escepticismo académico divergió del pirronismo. Los escépticos académicos no dudaban de la existencia de la verdad; sólo dudaban de que los seres humanos tuvieran las capacidades para obtenerla. Basaban esta posición en el Phaedo de Platón, secciones 64-67, en la que Sócrates discute cómo el conocimiento no es accesible a los mortales.
Tras el fin del período escéptico de la Academia con Antíoco de Ascalón, el pensamiento platónico entró en el período del Platonismo Medio, que absorbió ideas de las escuelas peripatética y estoica. Un sincretismo más extremo fue el realizado por Numenio de Apamea, que lo combinó con el neopitagorismo. Afectados también por los neopitagóricos, los Neoplatonistas, el primero de ellos Plotino, sostenían que la mente existe antes que la materia, y que el universo tiene una causa singular que debe ser, por tanto, una única mente. Como tal, el neoplatonismo se convirtió esencialmente en una religión, y tuvo mucho impacto en el pensamiento cristiano posterior.

### Medieval

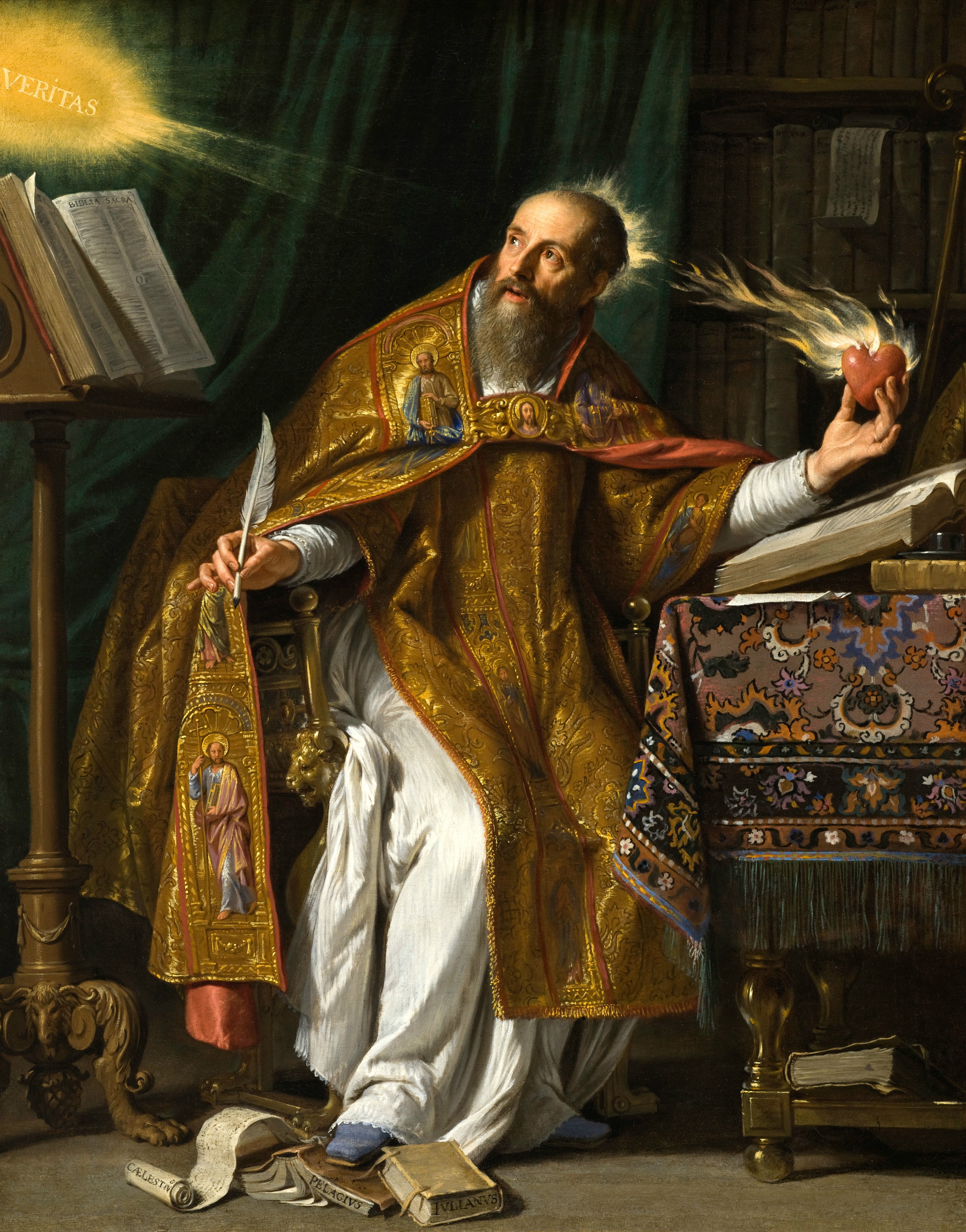
San Agustín.

La filosofía medieval se extiende, a grandes rasgos, desde la cristianización del Imperio romano hasta el Renacimiento. Se define, en parte, por el redescubrimiento y posterior desarrollo de la griega clásica y de la filosofía helenística, y, en parte, por la necesidad de abordar los problemas teológicos y de integrar las doctrinas sagradas, entonces muy extendidas, de la religión abrahámica. (Judaísmo, Cristianismo y Islam) con el aprendizaje del secular. Algunos problemas discutidos a lo largo de este periodo son la relación de la fe con la razón, la existencia y unidad de Dios, el objeto de la teología y la metafísica, los problemas del conocimiento, de los universales y de la individuación.
Una figura destacada de este periodo fue Agustín de Hipona, uno de los Padres de la Iglesia más importantes del cristianismo occidental. Agustín adoptó el pensamiento de Platón y lo cristianizó. Su influencia dominó la filosofía medieval quizás hasta el final de la era y el redescubrimiento de los textos de Aristóteles. El agustinismo fue el punto de partida preferido por la mayoría de los filósofos hasta el siglo XIII. Entre las cuestiones que tocó su filosofía se encuentran el problema del mal, la guerra justa y qué es el tiempo. Sobre el problema del mal, sostuvo que el mal era un producto necesario del libre albedrío humano. Cuando esto planteó la cuestión de la incompatibilidad del libre albedrío y la previsión divina, tanto él como Boecio resolvieron la cuestión argumentando que Dios no veía el futuro, sino que estaba fuera del tiempo por completo.
Una escuela de pensamiento influyente fue la de la escolástica, que no es tanto una filosofía o una teología como una metodología, ya que pone un fuerte énfasis en el razonamiento dialéctico para ampliar el conocimiento por inferencia y resolver las contradicciones. El pensamiento escolástico también es conocido por el análisis conceptual riguroso y la elaboración cuidadosa de distinciones. En el aula y por escrito, suele adoptar la forma de disputa explícita; se aborda un tema extraído de la tradición en forma de pregunta, se dan respuestas opuestas, se argumenta una contrapropuesta y se rebaten los argumentos opuestos. Debido a su énfasis en el método dialéctico riguroso, la escolástica se aplicó con el tiempo a muchos otros campos de estudio.
Anselmo de Canterbury (llamado el "padre de la escolástica") argumentó que la existencia de Dios podía probarse irrefutablemente con la conclusión lógica que se desprende del argumento ontológico, según el cual Dios es por definición la cosa más grande en concebible, y puesto que una cosa existente es mayor que una no existente, debe ser que Dios existe o no es la cosa más grande concebible (siendo esto último por definición imposible). Una refutación de esto fue ofrecida por Gaunilo de Marmoutiers, quien aplicó la misma lógica a una isla imaginada, argumentando que en algún lugar debe existir una isla perfecta usando los mismos pasos de razonamiento (por lo tanto, conduciendo a un resultado absurdo).

St. [Anselmo de Canterbury

 es reconocido como el fundador de la escolástica]]]Boecio también trabajó en el problema de los universales (metafísica), argumentando que no existían de forma independiente como afirmaba Platón, pero seguía creyendo, en línea con Aristóteles, que existían en la sustancia de las cosas particulares. Otra figura importante para la escolástica, Pedro Abelardo, extendió esto al nominalismo, que afirma (en completa oposición a Platón) que los universales eran en realidad sólo nombres dados a características compartidas por particulares.

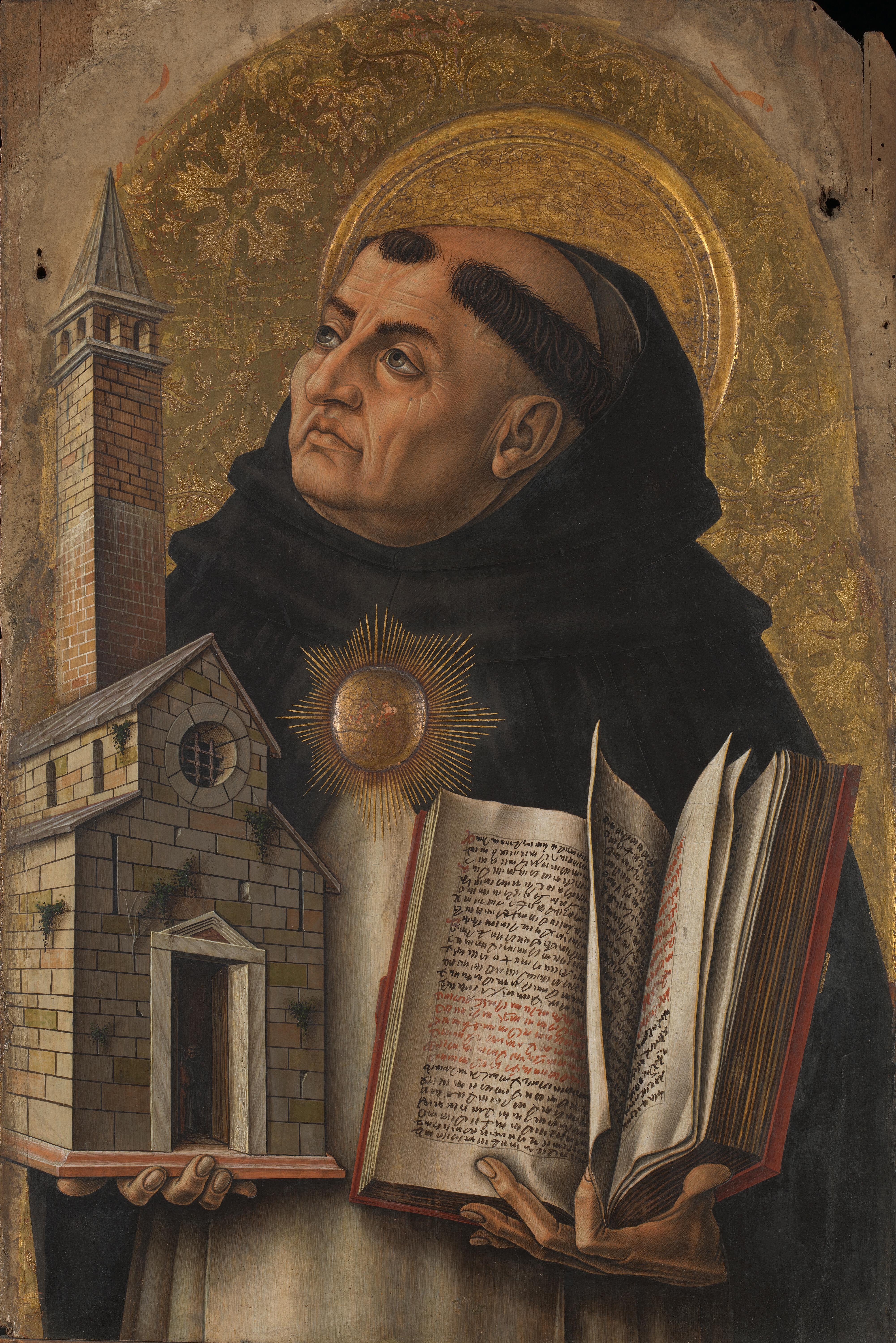
Santo Tomás de Aquino, pintura de Carlo Crivelli, 1476

Tomás de Aquino, filósofo académico y padre del tomismo, tuvo una inmensa influencia en la cristiandad medieval. Se vio influenciado por el recién descubierto Aristóteles, y pretendía conciliar su filosofía con la teología cristiana. Con el objetivo de desarrollar una comprensión del alma, se vio abocado a considerar las cuestiones metafísicas de la Teoría de la sustancia, la materia, la forma y el cambio. Definió una sustancia material como la combinación de una esencia y rasgos accidentales, siendo la esencia una combinación de materia y forma, similar a la visión aristotélica. Para los humanos, el alma es la esencia. También influenciado por Platón, veía el alma como algo inmutable e independiente del cuerpo.
Otros filósofos occidentales de la Edad Media son Juan Escoto Eriúgena, Gilberto de la Porrée, Pedro Lombardo, Hildegarda de Bingen, Roberto Grosseteste, Roger Bacon, Buenaventura, Pedro Juan Olivi, Matilde de Magdeburgo, Roberto Kilwardby, Alberto Magno, Enrique de Gante, Duns Escoto, Margarita Porete, Dante Alighieri, Marsilio de Padua, Guillermo de Ockham, Juan Buridán, Nicolás de Autrecourt, Meister Eckhart, Catalina de Siena, Juan Gerson y Juan Wycliffe. La tradición medieval de la escolástica siguió floreciendo hasta el siglo XVII, en figuras como Francisco Suárez y Juan de Santo Tomás. Durante la Edad Media, la filosofía occidental también recibió la influencia de los filósofos judíos Maimónides y Gersonides; y los filósofos musulmanes Alkindus, Alfarabi, Alhazen, Avicena, Algazel, Avempace, Abubacer, Ibn Khaldūn y Averroes.

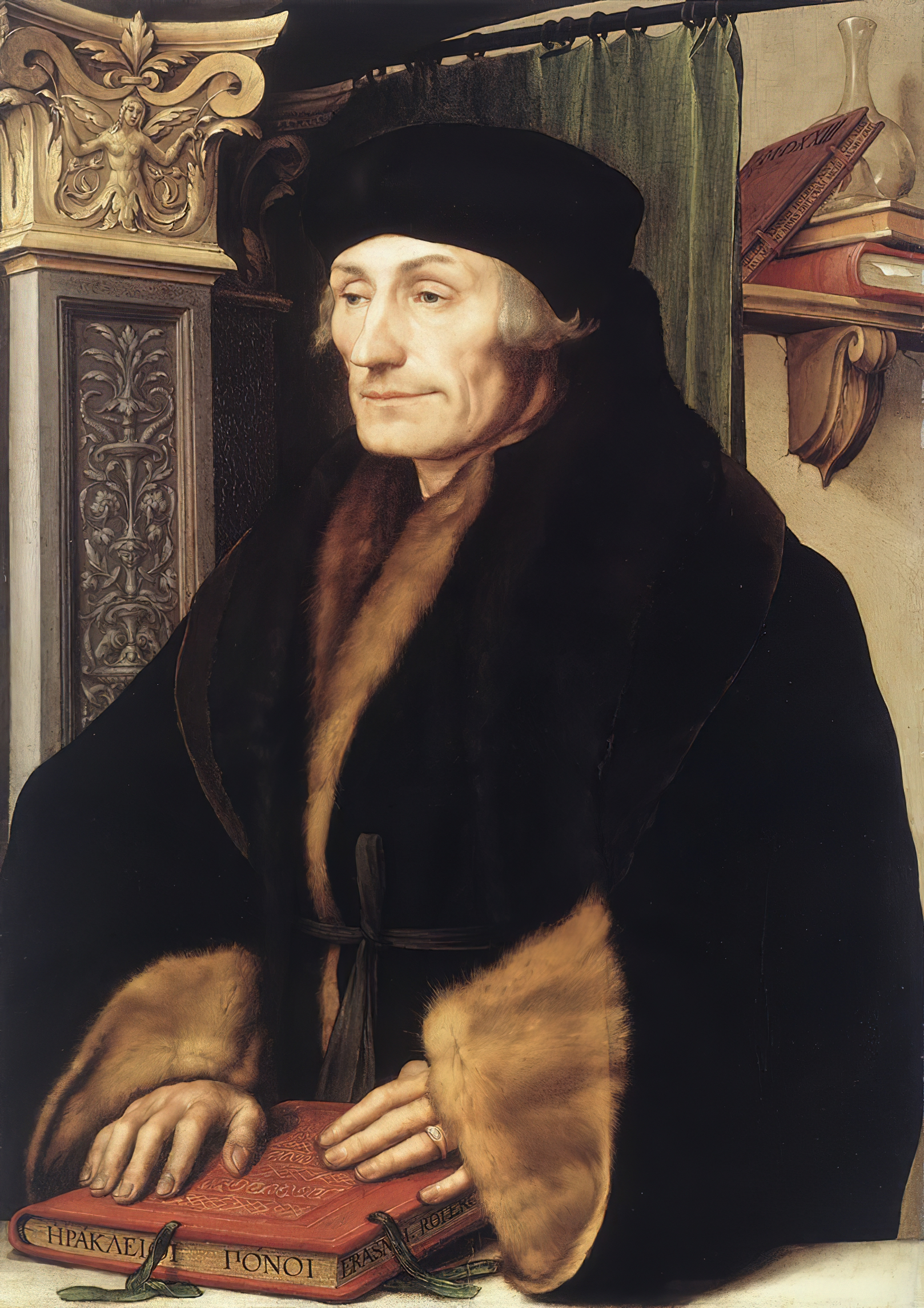
Erasmo es acreditado como el Príncipe de los Humanistas.

### Renacimiento

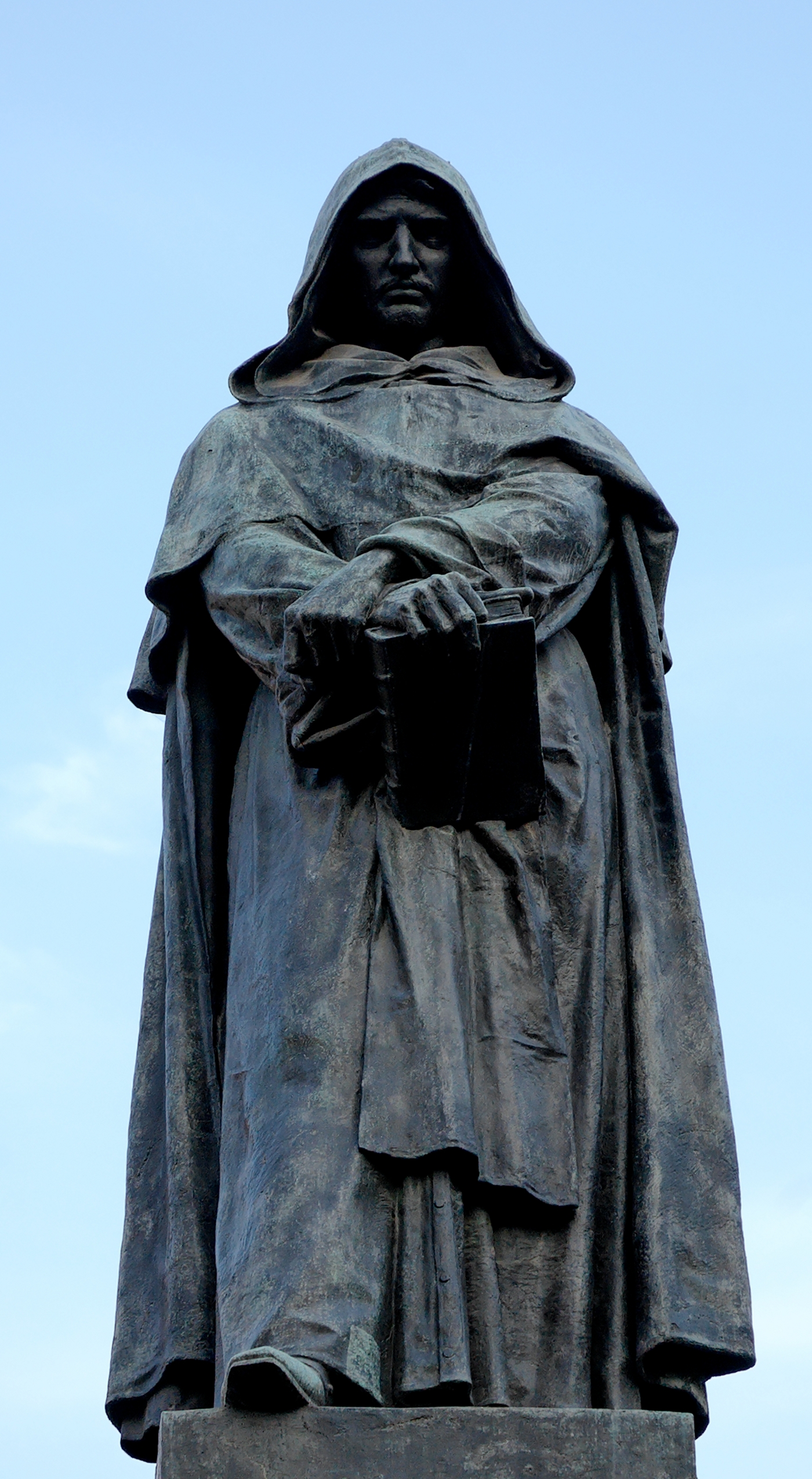
Estatua de bronce de Giordano Bruno por Ettore Ferrari, Campo de' Fiori, Roma.

El Renacimiento fue un periodo de transición entre la Edad Media y el pensamiento moderno, en el que la recuperación de los textos de Filosofía de la Antigua Grecia contribuyó a que los intereses filosóficos se alejaran de los estudios técnicos de lógica, metafísica y teología y se orientaran hacia indagaciones eclécticas sobre moral, filología y mística. El estudio de los clásicos y de las artes humanas en general, como la historia y la literatura, gozaron de un interés erudito hasta entonces desconocido en la cristiandad, tendencia denominada humanismo. Desplazando el interés medieval por la metafísica y la lógica, los humanistas siguieron a Petrarca en hacer de la humanidad y sus virtudes el centro de la filosofía.
En el punto de paso del Renacimiento a la filosofía moderna temprana/clásica, el diálogo fue utilizado como estilo principal de escritura por los filósofos del Renacimiento, como Giordano Bruno.
La línea divisoria entre lo que se clasifica como filosofía renacentista frente a la moderna es discutida.

### Moderna
El término "filosofía moderna" tiene múltiples usos. Por ejemplo, Thomas Hobbes se considera a veces el primer filósofo moderno porque aplicó un método sistemático a la filosofía política. Por el contrario, René Descartes suele ser considerado el primer filósofo moderno porque fundamentó su filosofía en problemas de conocimiento, más que en problemas de metafísica.

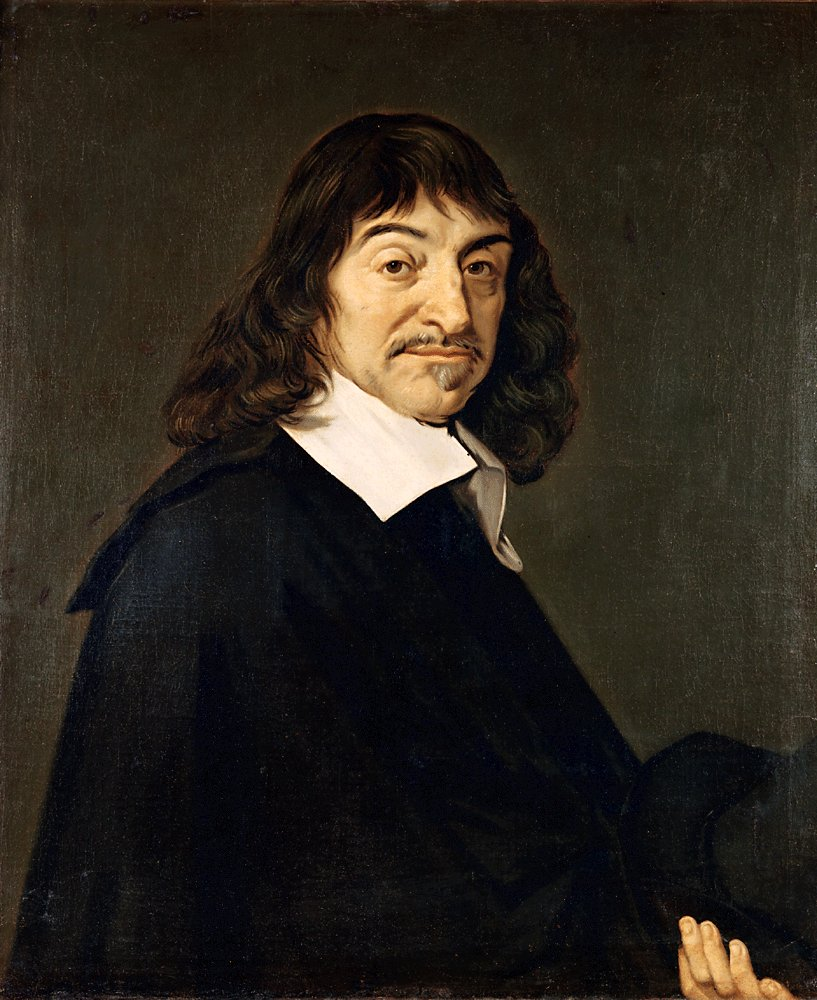
Retrato de René Descartes, según Frans Hals, segunda mitad del siglo XVII

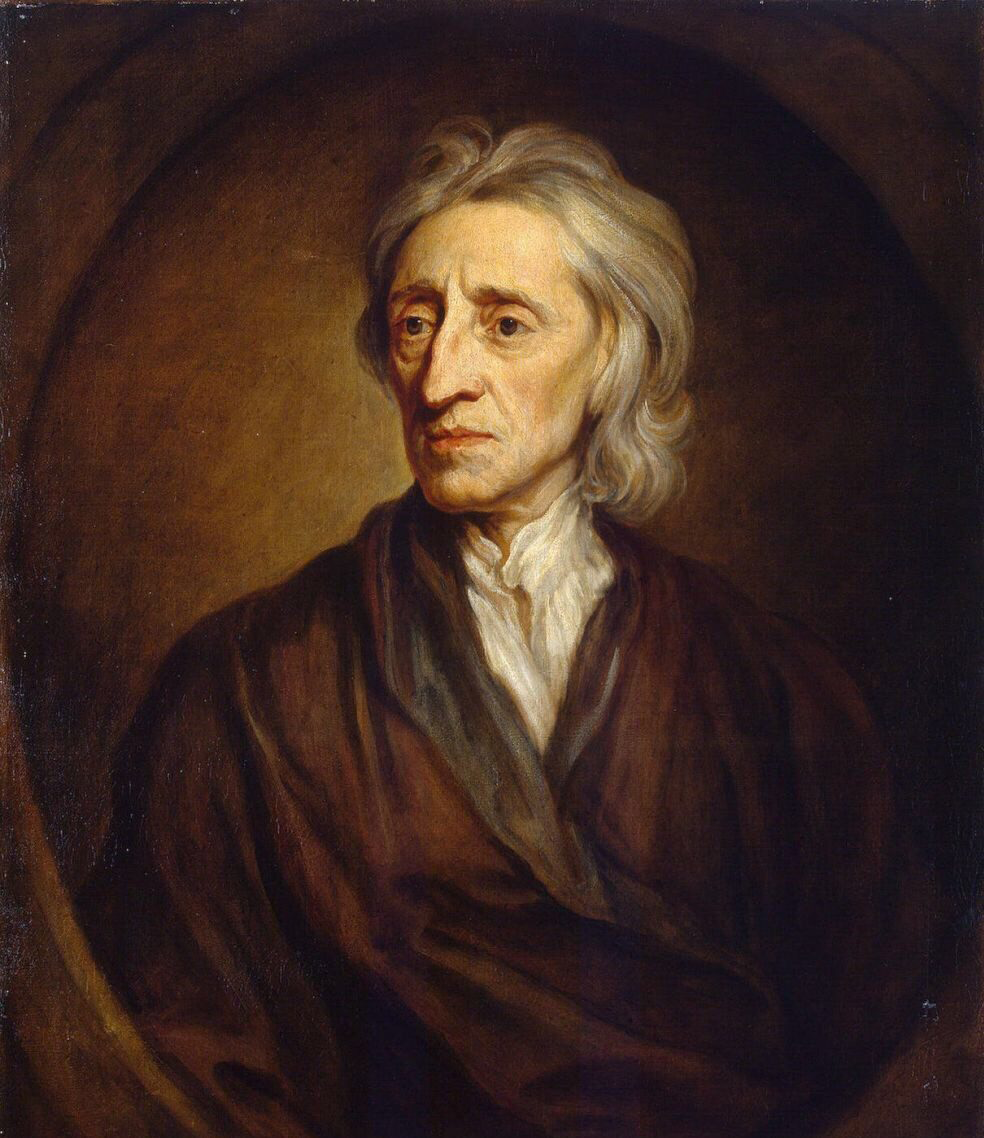
Retrato de John Locke, por Sir Godfrey Kneller, 1697

La filosofía moderna y especialmente la filosofía del Ilustración se distingue por su creciente independencia de las autoridades tradicionales como la Iglesia, la academia y el aristotelismo; un nuevo enfoque en los fundamentos del conocimiento y la construcción de sistemas metafísicos; y el surgimiento de la física moderna a partir de la filosofía natural.

#### Primeros años de la modernidad (siglosXVIIyXVIII)

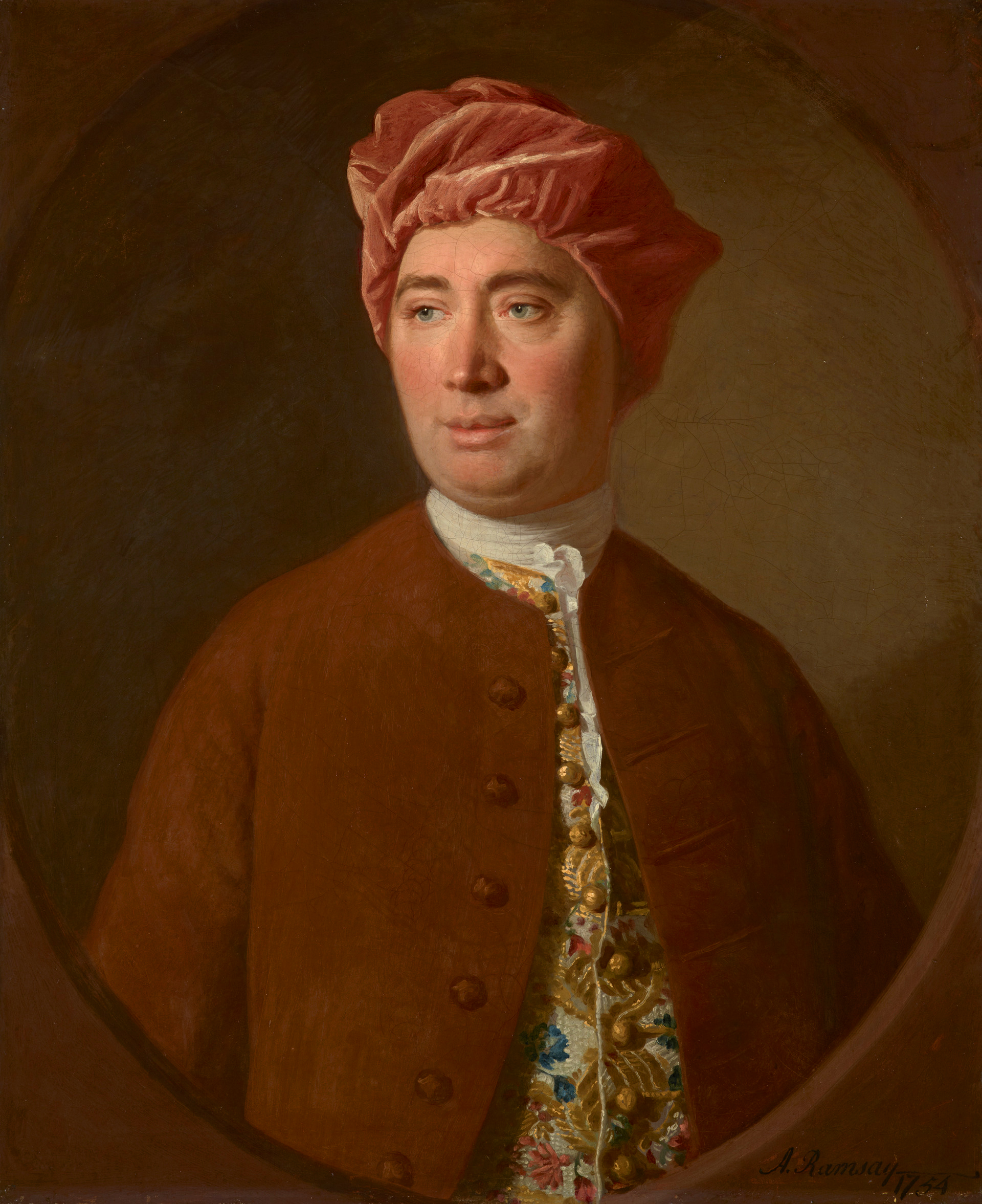
Retrato de David Hume, por Allan Ramsay, 1754

Algunos temas centrales de la filosofía occidental en su período moderno temprano (también moderno clásico) incluyen la naturaleza de la mente y su relación con el cuerpo, las implicaciones de las nuevas ciencias naturales para temas teológicos tradicionales como el libre albedrío y Dios, y la aparición de una base secular para la filosofía moral y política. Estas tendencias se unen por primera vez de forma distintiva en el llamamiento de Francis Bacon a un programa nuevo y empírico para expandir el conocimiento, y pronto encontraron una forma masivamente influyente en la física mecánica y la metafísica racionalista de René Descartes.
La epistemología de Descartes se basaba en un método llamado duda cartesiana, según el cual sólo la creencia más segura podía servir de base para la investigación posterior, siendo cada paso hacia ideas posteriores lo más cauteloso y claro posible. Esto le llevó a su famosa máxima cogito ergo sum ('Pienso, luego existo'), aunque filósofos anteriores habían formulado argumentos similares. Esto se convirtió en algo fundamental para gran parte de la filosofía occidental posterior, ya que la necesidad de encontrar una ruta desde el mundo privado de la conciencia hasta la realidad externamente existente fue ampliamente aceptada hasta el siglo XX. Sin embargo, una cuestión importante para su pensamiento seguía siendo el problema mente-cuerpo. Una solución al problema fue presentada por Baruch Spinoza, quien argumentó que la mente y el cuerpo son una sustancia. Esto se basaba en su opinión de que Dios y el universo son uno y lo mismo, abarcando la totalidad de la existencia. En el otro extremo, Gottfried Wilhelm Leibniz, sostenía en cambio que el mundo estaba compuesto por numerosas sustancias individuales, llamadas mónadas. Juntos, Descartes, Spinoza y Leibniz son considerados como influyentes primeros racionalistas.
En contraste con Descartes, Thomas Hobbes era un materialista que creía que todo era físico, y un empirista que pensaba que todo el conocimiento proviene de la sensación que es provocada por los objetos existentes en el mundo externo, siendo el pensamiento una especie de computación. John Locke fue otro empirista clásico, y sus argumentos contribuyeron a que superara al racionalismo como enfoque generalmente preferido. Junto con David Hume, forman el núcleo del 'empirismo británico'. George Berkeley estaba de acuerdo con el empirismo, pero en lugar de creer en una realidad última que creaba las percepciones, argumentaba a favor del inmaterialismo y de que el mundo existía como un resultado de ser percibido. En cambio, los platonistas de Cambridge siguieron representando el racionalismo en Gran Bretaña.
En cuanto a la filosofía política, los argumentos solían partir de la discusión sobre los primeros principios de la naturaleza humana a través del experimento mental de cómo sería el mundo sin sociedad, un escenario denominado estado de naturaleza. Hobbes creía que éste sería violento y anárquico, calificando la vida bajo tal estado de cosas como "solitaria, pobre, desagradable, bruta y corta". Para evitarlo, creía que el soberano del Estado debía tener un poder esencialmente ilimitado. Por el contrario, Locke creía que el estado de naturaleza era uno en el que los individuos gozaban de libertad, pero que había que renunciar a parte de ella (excluyendo las cubiertas por derechos naturales) al formar una sociedad, pero no al grado de un gobierno absoluto. Jean-Jacques Rousseau, por su parte, sostenía que en la naturaleza las personas vivían en un Estado pacífico y confortable, y que la formación de la sociedad llevó al aumento de la Desigualdad.
El final aproximado del período moderno temprano se identifica más a menudo con el intento sistemático de Immanuel Kant de limitar la metafísica, justificar el conocimiento científico y reconciliar ambos con la moral y la libertad. Mientras que los racionalistas habían creído que el conocimiento procedía del razonamiento a priori', los empiristas habían argumentado que procedía de la experiencia sensorial a posteriori, Kant pretendía conciliar estos puntos de vista argumentando que la mente utiliza el entendimiento a priori para interpretar las experiencias a posteriori. Se había inspirado para adoptar este enfoque en la filosofía de Hume, quien sostenía que los mecanismos de la mente daban a las personas la percepción de causa y efecto.
Muchos otros colaboradores fueron filósofos, científicos, médicos y políticos. Una breve lista incluye a Galileo Galilei, Pierre Gassendi, Blaise Pascal, Nicolas Malebranche, Antonie van Leeuwenhoek, Christiaan Huygens, Isaac Newton, Christian Wolff, Montesquieu, Pierre Bayle, Thomas Reid, Jean le Rond d'Alembert y Adam Smith.

#### Moderna tardía (sigloXIX)

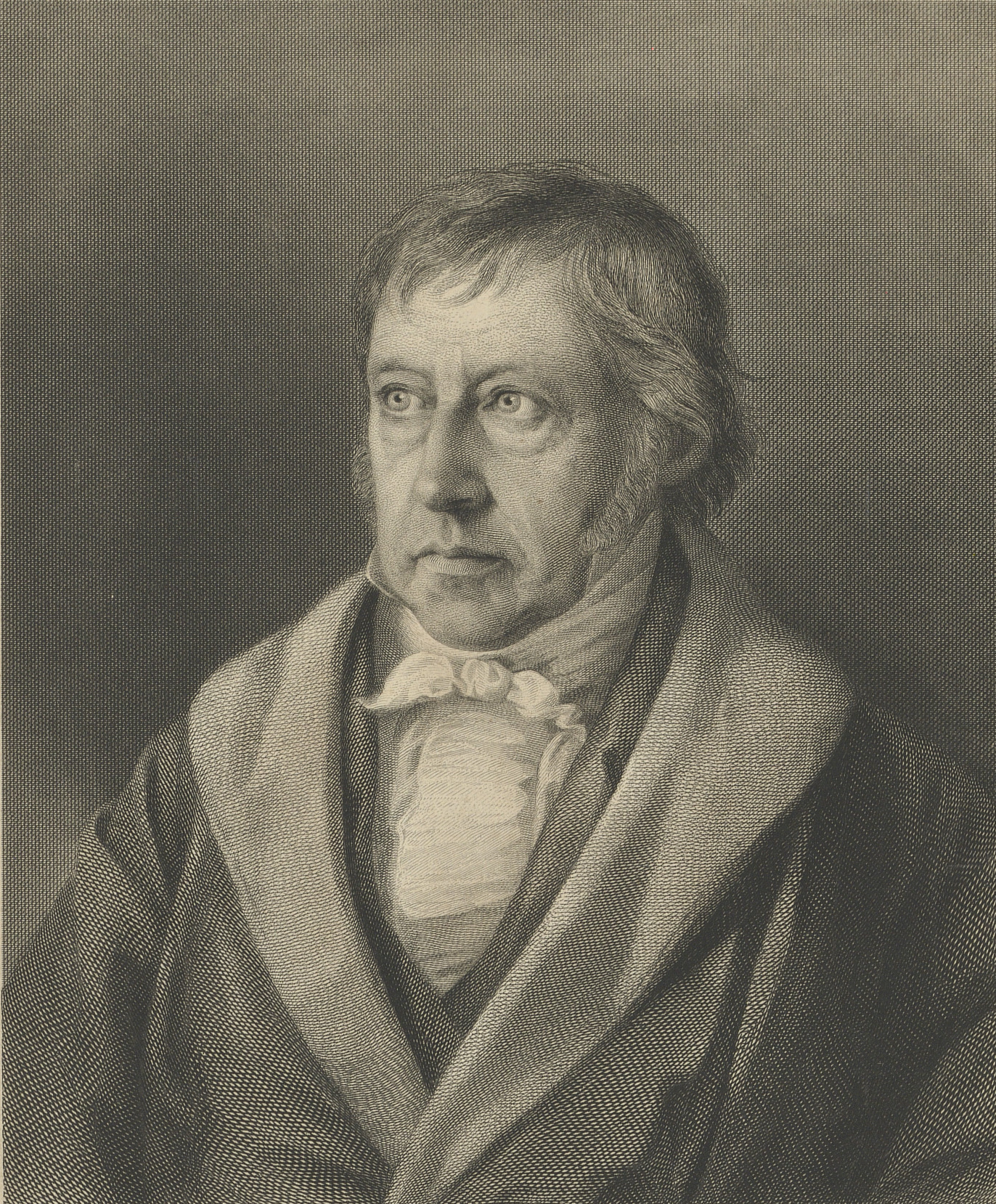
Georg Wilhelm Friedrich Hegel, grabado en acero, después de 1828.

La filosofía moderna tardía se suele considerar que comienza alrededor del año crucial de 1781, cuando murió Gotthold Ephraim Lessing y apareció la Crítica de la razón pura de Immanuel Kant. El siglo XIX vio los inicios de lo que más tarde se convertiría en la división entre las tradiciones filosóficas Continental y analytic, con la primera más interesada en los marcos generales de la metafísica (más común en el mundo de habla alemana), y la segunda centrada en cuestiones de epistemología, ética, derecho y política (más común en el mundo de habla inglesa).
La filosofía alemana ejerció una amplia influencia en este siglo, debido en parte al dominio del sistema universitario alemán. Los idealistas alemanes, como Johann Gottlieb Fichte, Friedrich Wilhelm Joseph Schelling, Georg Wilhelm Friedrich Hegel, y los miembros del Romanticismo de Jena (Friedrich Hölderlin, Novalis, y Karl Wilhelm Friedrich Schlegel), transformaron la obra de Kant al sostener que el mundo está constituido por un proceso racional o similar a la mente, y como tal es enteramente conocible.

Hegel sostenía que la historia era el viaje dialécticoal del Geist (mente universal) hacia la autorrealización y la autorrealización. La autoconciencia del Geist es el conocimiento absoluto, que en sí mismo trae la libertad completa. Su filosofía se basaba en el idealismo absoluto, siendo la realidad misma mental. Su legado se dividió entre los hegelianos de derecha conservadores y los jóvenes hegelianos radicales, entre los que se encontraban David Strauss y Ludwig Feuerbach. Feuerbach defendió una concepción materialista del pensamiento de Hegel, inspirando a Karl Marx.
Arthur Schopenhauer se inspiró en Kant y en la filosofía india. Aceptando la división de Kant del mundo en el noumenal (lo real) y fenómeno (lo aparente), no obstante, discrepó sobre la accesibilidad del primero, argumentando que, de hecho, se podía acceder a él. La experiencia de la voluntad era el modo en que se podía acceder a esta realidad, siendo la voluntad la que subyace en toda la naturaleza, siendo todo lo demás apariencia. Mientras que él creía que la frustración de esta voluntad era la causa del sufrimiento, Friedrich Nietzsche pensaba que la voluntad de poder era potenciadora, conduciendo al crecimiento y a la expansión, y por tanto formando la base de la ética.